# Инфаркт мышцы конечности
Инфаркт мышцы конечности — инфаркт ткани руки или ноги. Это может привести к инфаркту скелетных мышц, асептическому некрозу костей или некрозу части или всей конечности.

## Поражённые ткани
В основном поражаются ткани нервов и мышц, где необратимое повреждение начинает происходить через 4—6 часов после прекращения кровоснабжения.
Скелетные мышцы относительно устойчивее к инфаркту по сравнению с мышцами сердца и головным мозгом, поскольку способны полагаться на анаэробный метаболизм благодаря гликогену, запасённому в клетках, что может предоставить мышечной ткани возможность растворять любой сгусток, в том числе тромб. В отличие от этого, ткани головного мозга (инфаркт мозга) и сердца (инфаркт миокарда) не хранят гликоген, так как специализируются на аэробном метаболизме, и лактат не обеспечит достаточного выделения энергии для их потребностей.
Кости более восприимчивы к ишемии, гемопоэтические (кроветворные) клетки обычно умирают в течение 12 часов, другие костные клетки (остеоциты, остеокласты, остеобласты и т. д.) — в течение 12—48 часов. С другой стороны, кость имеет лучшую регенеративную способность только в восстановлении кровоснабжения, а оставшаяся мёртвая неорганическая костная ткань образует основу, на которой новые клетки могут восстановить функциональность костной ткани в оптимальных условиях.

## Причины
- Тромбоз (приблизительно 40 % случаев[4])
- Артериальная эмболия (приблизительно 40 % случаев[4])
- Облитерирующий атеросклероз[5]

Другой причиной инфаркта конечностей является инфаркт скелетных мышц как редкое осложнение сахарного диабета.

## Симптомы
Ранние симптомы артериальной эмболии в руках или ногах появляются в самом начале развития ишемии ткани, даже до начала развития инфаркта мышцы. Такие симптомы могут включать в себя:
- Холод в ноге, руке или пальцах[7][8]
- Изменение пульса в руке или ноге за пределами места закупорки[7][8]
- Боль в поражённой области[7][8]
- Мышечный спазм в поражённой области[7]
- Онемение и покалывание в руке или ноге[7][8]
- Бледность[7][8] кожи рук или ног
- Мышечная слабость руки или ноги[7][8], возможен паралич[8]

Более поздние симптомы тесно связаны с инфарктом ткани, который появляется вследствие закупорки артерии:
- Пузыри на коже в поражённой области[7]
- Шелушение кожи[7]
- Эрозии кожи (язвы)[7]
- Обесцвечивание (крапинки[8], цианоз[8] или потемнение[7]) кожи в результате некроза. Изменение цвета, как правило, имеет ярко выраженную демаркацию на месте закупорки[8]

Одним из основных симптомов инфаркта скелетных мышц вследствие диабета является болезненное опухание бедра или ноги.

## Диагноз
В дополнение к оценке симптомов, описанных выше, ангиография может также различать симптомы, вызванные облитерирующим атеросклерозом от тех, которые вызваны эмболией.
Магнитно-резонансная томография (МРТ) является предпочтительным тестом для диагностики инфаркта скелетных мышц.

## Популярная культура
Главный герой телесериала «Доктор Хаус» Грегори Хаус перенёс инфаркт четырёхглавой мышцы бедра, от чего испытывает постоянные хронические боли и вынужден принимать викодин. О том, как Хаусу поставили этот диагноз, повествует эпизод «Three Stories».